# Brown Ideye
Aide Brown Ideye, född 10 oktober 1988 i Yenagoa, är en nigeriansk fotbollsspelare som spelar för Göztepe. Han spelar också för Nigerias landslag.

## Meriter
Dynamo Kiev
- Ukrainska Supercupen: 2011

Nigeria
- Afrikanska mästerskapet: 2013